# جوس ۸۴۳۴۰
سیارک ۸۴۳۴۰ (به انگلیسی: 84340 Jos، نامگذاری:2002TO58) هشتاد و چهار هزار و سیصد و چهلمین سیارک کشف شده‌است که در ۲ اکتبر ۲۰۰۲ کشف شد.